# S/S Thomas Telford (1838)
Thomas Telford var ett ångfartyg som byggdes på Hammarstens varv i Norrköping och levererades till Ångbåts Bolaget Stockholm-Göteborg 1838. Skrovet var av ek och fur. 
S/S Thomas Telford fick sitt namn efter den skotske väg- och vattenbyggnadsingenjören Thomas Telford (1757-1834). Telford anlitades av Baltzar von Platen som konsult för anläggandet av Göta kanal och gjorde 1808 den slutliga projekteringen av kanalen.
Båten hade endast ett däck. Under detta fanns ”14 hytt- och 16 salongsplatser, därav 4 i hängmattor, som på den tiden användes”.

## Historik
- 1838 Båten levererades. Den sattes in i trafik på Stockholm-Göteborg via Göta kanal.
- 1852 Båten grundstötte vid Lilla Edet.